# Tear Away
Tear Away — другий сингл американського ню-метал гурту Drowning Pool з їх дебютного альбому Sinner, що вийшов у 2002 році.
Дія кліпу відбувається в кімнатах із безліччю дзеркал.
Пісня виконувалась наживо на Рестлманії X8 і стала одною із тем цього шоу.

## Список композицій

##### Tear Away [UK]
| #  | Назва                       | Тривалість |
| -- | --------------------------- | ---------- |
| 1. | «Tear Away» (Radio Edit)    | 3:41       |
| 2. | «Tear Away» (Album Version) | 4:14       |

##### Tear Away [US]
| #  | Назва               | Тривалість |
| -- | ------------------- | ---------- |
| 1. | «Tear Away»         | 4:14       |
| 2. | «The Game»          | 3:32       |
| 3. | «Break You»         | 2:48       |
| 4. | «Tear Away» (Video) |            |

##### Tear Away [Australia]
| #  | Назва       | Тривалість |
| -- | ----------- | ---------- |
| 1. | «Tear Away» | 4:14       |
| 2. | «Break You» | 2:48       |